# Jörg Haider
Jörg Haider, avstrijski politik, * 26. januar 1950, Bad Goisern, Gornja Avstrija, Avstrija, † 11. oktober 2008, Ilovje pri Kotmari vasi pri Celovcu, Avstrija.
Haider je bil od leta 1999 do svoje smrti koroški deželni glavar. Od leta 1986 je bil vodja Svobodnjaške stranke (FPÖ), ki jo je leta 2005 zapustil in ustanovil Zavezništvo za prihodnost Avstrije (BZÖ)

## Življenjepis
Njegova starša sta bila ugledna člana NSDAP, oče, čevljar, je bil član stranke že 1929 in zato v Avstriji večkrat preganjan. Bil je na vzhodni in zahodni fronti ter večkrat ranjen. Jörg je diplomiral pravo na dunajski univerzi leta 1973. Nekaj časa je delal na univerzi, v 80. letih 20. stoletja pa je uspešno stopil v politiko. Leta 1983 je po stricu podedoval precej posesti (Bärental - slovensko Rute pri Bistrici) na Koroškem. Posest naj bi sicer pred drugo vojno bila last italijanskih judov, od katerih so jo odkupili s pritiski nanje. Leta 1989 je po uspehu na koroških deželnih volitvah prevzel položaj deželnega glavarja, s katerega je moral leta 1991 odstopiti zaradi primerjav zaposlitvene politike tretjega rajha in avstrijske vlade. Na položaj je bil ponovno izvoljen 1999.

### Nacionalizem
Haider je na Koroškem na račun koroških Slovencev krepil narodno zavest Avstrijcev in ni dovolil niti postavitve dvojezičnih slovensko-nemških napisov. V ta namen je nameraval speljati referendum proti odločitvam ustavnega sodišča. Dal je tudi prestaviti knežji kamen v koroški parlament, s čimer je med koroškimi Slovenci dvignil nemalo prahu. Nasprotoval je slovenskemu nasledstvu avstrijske državne pogodbe.

### Zasebno in smrt
Bil je poročen in imel je dve hčeri. 
Umrl je  v prometni nesreči 11. oktobra 2008. Po njegovi smrti se pojavljajo domneve o njegovi homoseksualni spolni usmerjenosti.